# Eparchia di Karput degli Armeni
L'eparchia di Karput degli Armeni (in latino Eparchia Karputensis Armenorum) è una sede soppressa della Chiesa armeno-cattolica e sede titolare della Chiesa cattolica.

## Storia
Fin dal Medioevo nella regione esisteva una diocesi della Chiesa apostolica armena. L'opera di missionari mechitaristi nella prima metà dell'Ottocento portò alla conversione al cattolicesimo di diverse famiglie armene. Nel 1854 il patriarca Krikor Bedros VIII Der Asdvadzadourian fece richiesta alla Santa Sede di trasferire la sede del patriarcato armeno cattolico da Bzoummar (in Libano) a Karput (Harput), ma la richiesta non fu accolta da Roma.
L'arrivo di altri preti cattolici a Karput portò all'aumento del numero dei fedeli armeni passati al cattolicesimo. Fu così che il 9 maggio 1865 papa Pio IX eresse l'eparchia di Karput degli Armeni con la bolla Assidua romanorum, ricavandone il territorio dall'eparchia di Erzerum. Inizialmente era suffraganea dell'arcieparchia primaziale di Costantinopoli; dal 1866 passò sotto la diretta giurisdizione del patriarcato di Cilicia degli Armeni.
L'eparchia comprendeva i sangiaccati di Dersim e di Mamuret-ul-Aziz nel vilayet di Harput, aveva la propria sede a Mezereh e confinava ad est con l'eparchia di Musc, a sud con quella di Amida, ad ovest con l'eparchia di Melitene e a nord con quella di Erzerum.
Nel 1890 sono segnalati circa 1.700 armeni cattolici, distribuiti in 4 parrocchie, e affidati alle cure del vescovo e di 3 sacerdoti armeni, coadiuvati da 3 cappuccini.
Nel 1915 l'eparchia contava all'incirca 4.000 fedeli, suddivisi in 8 parrocchie, amministrate in parte dal clero armeno e in parte dai cappuccini. Non esisteva un seminario e i seminaristi venivano inviati a studiare o a Roma o al seminario patriarcale di Bzoummar. Dall'eparchia dipendevano anche 15 scuole cattoliche, frequentate da cattolici di tutti i riti, ed anche da qualche mussulmano.
A causa del genocidio d'inizio Novecento, l'eparchia, come tutte le diocesi armene turche, perse la maggior parte della sua popolazione. L'ultimo vescovo residente fu Stefano P. Israelian, morto per fucilazione durante le persecuzioni turche.
L'eparchia fu di fatto soppressa, mentre gli Annuari Pontifici ne hanno segnalato l'esistenza fino al 1972.
Dal 1972 Karput degli Armeni è annoverata tra le sedi vescovili titolari della Chiesa cattolica; finora la sede non è mai stata assegnata.

## Cronotassi dei vescovi
- Stefano A. Israelian † (9 maggio 1865[5] - 1889[6] deceduto)
- Avedis Arpiarian † (23 settembre 1890 - 20 aprile 1898 nominato vescovo ausiliare del patriarca di Cilicia[7])
- Stefano P. Israelian † (6 febbraio 1899 - giugno 1915 deceduto)